# Baitarani
Baitarani est une rivière située dans l'état de l'Orissa en Inde. Elle forme un delta commun avec le Mahanadi et le Brahmani.

## Géographie
D'une longueur de 260 km[réf. nécessaire].